# Прозорова, Наталия Сергеевна
Наталия (Наталья) Сергеевна Прозорова (укр. Наталія Сергіївна Прозорова; 1922—2006) — советский и украинский учёный, доктор юридических наук (1985), профессор (1986).
Занималась исследованиями проблемы истории политических и правовых учений. Автор более 60 научных и учебно-методических работ.

## Биография
Родилась 4 октября 1922 года в Вологде.
В 1940 году поступила в Всесоюзный юридический заочный институт (ВЮЗИ, ныне Московский государственный юридический университет) Прокуратуры СССР. В 1941 году со второго курса обучения ушла на фронт. Участница Великой Отечественной войны, воевала на Западном и 3-м Белорусском фронтах начальником радиостанции 426-го отдельного батальона связи 173-й стрелковой Оршанской Краснознаменной дивизии, сержант, член ВКП(б). Была награждена боевыми орденами и медалями.
После войны продолжила обучение в Московском юридическом институте Наркомюста РСФСР (ныне Московский университет МВД России), который окончила в 1948 году. После окончания аспирантуры этого же вуза, работала в нём старшим преподавателем (с 1951), а после слияния института юридическим факультетом Московского университета — доцентом этого факультета. С 1961 года Наталия Прозорова работала в Киеве: была доцентом Киевской высшей школы МВД СССР; доцентом, заведующий кафедрой теории государства и права, профессором кафедры теории и истории государства и права юридического факультета Киевского государственного университета (КГУ, ныне Киевский национальный университет имени Тараса Шевченко). С 1991 года последовательно являлась профессором юридического факультета Международного Соломонова университета, Института экономики, управления и хозяйственного права, Национального педагогического университета им. М. П. Драгоманова (все в Киеве), а также кафедры истории и теории государства и права Запорожского национального университета.
В 1952 году защитила кандидатскую диссертацию на тему «Политические взгляды П. И. Пестеля». В 1985 году защитила докторскую диссертацию на тему «Марксистское учение о государстве и праве и Первый Интернационал». Подготовила 5 кандидатов юридических наук.
Умерла 21 ноября 2006 года в Киеве.

## Награды
- Была награждена советскими орденами Отечественной войны 2-й степени (1985), Красной Звезды (1945) и орденом Славы 3-й степени, а также многими медалями, в числе которых две медали «За отвагу» (1944, 1945).
- Также награждена украинским орденом «За мужество» 3-й степени (1999).